# Shinkai 2000
Pour les articles homonymes, voir Shinkai.
Le DSV Shinkai 2000 est un sous-marin de poche habité de recherche océanographique japonais appartenant à la Japan Agency for Marine-Earth Science and Technology(JAMSTEC) mis en service de 1981 à 2002.

## Historique
Le véhicule a été construit par Mitsubishi Heavy Industries à Kobe pour succéder au premier Shinkai (HU 06) de la Garde côtière japonaise.
Deux pilotes et un chercheur travaillent dans une coque sous pression en acier à haute résistance, en acier allié, d'une épaisseur de 30 mm, et d'un diamètre interne de 2,2 m. La flottabilité est fournie par la mousse syntactique. La partie avant est équipée d'un bras manipulateur et d'un échantillonneur.Trois hublots en polyméthacrylate de méthyle sont disposés à l'avant et de chaque côté du véhicule.
Il a été mis hors service après la 1411e plongée le 11 novembre 2002. Il a d'abord été exposé dans le bâtiment de maintenance sous-marine de la JAMSTEC, puis en août 2006, sur le site du musée scientifique de l'engin. En 2011, des expositions externes ont été sollicitées et, depuis le 14 juillet 2012 , une exposition permanente a été organisée à l'aquarium d'Enoshima (préfecture de Kanagawa).
En outre, il a été désigné Patrimoine culturel du Japon certifié par la Japan Society of Mechanical Engineers (ja) le 25 juin 2017.

## Galerie

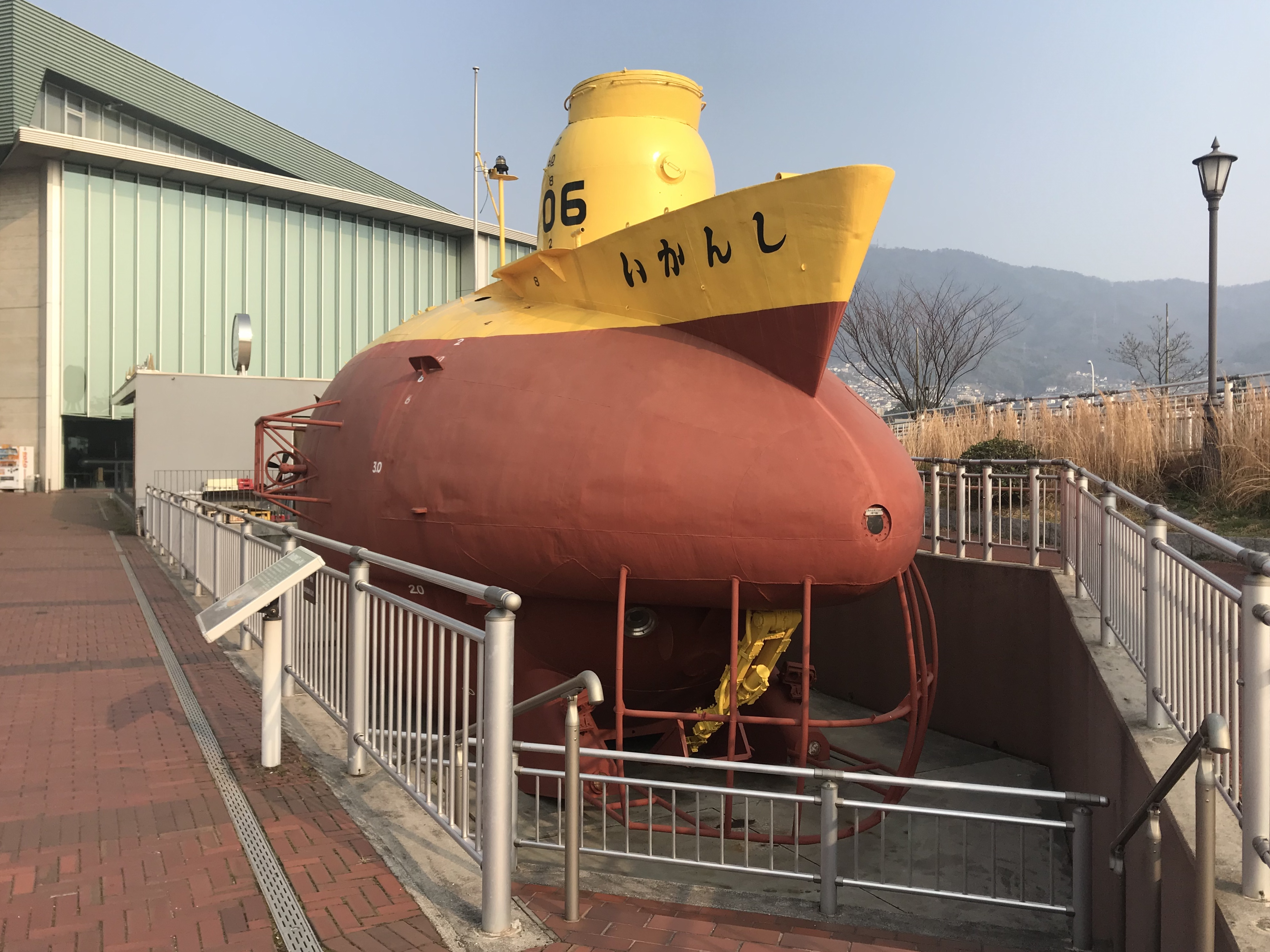
Shinkai (1968)
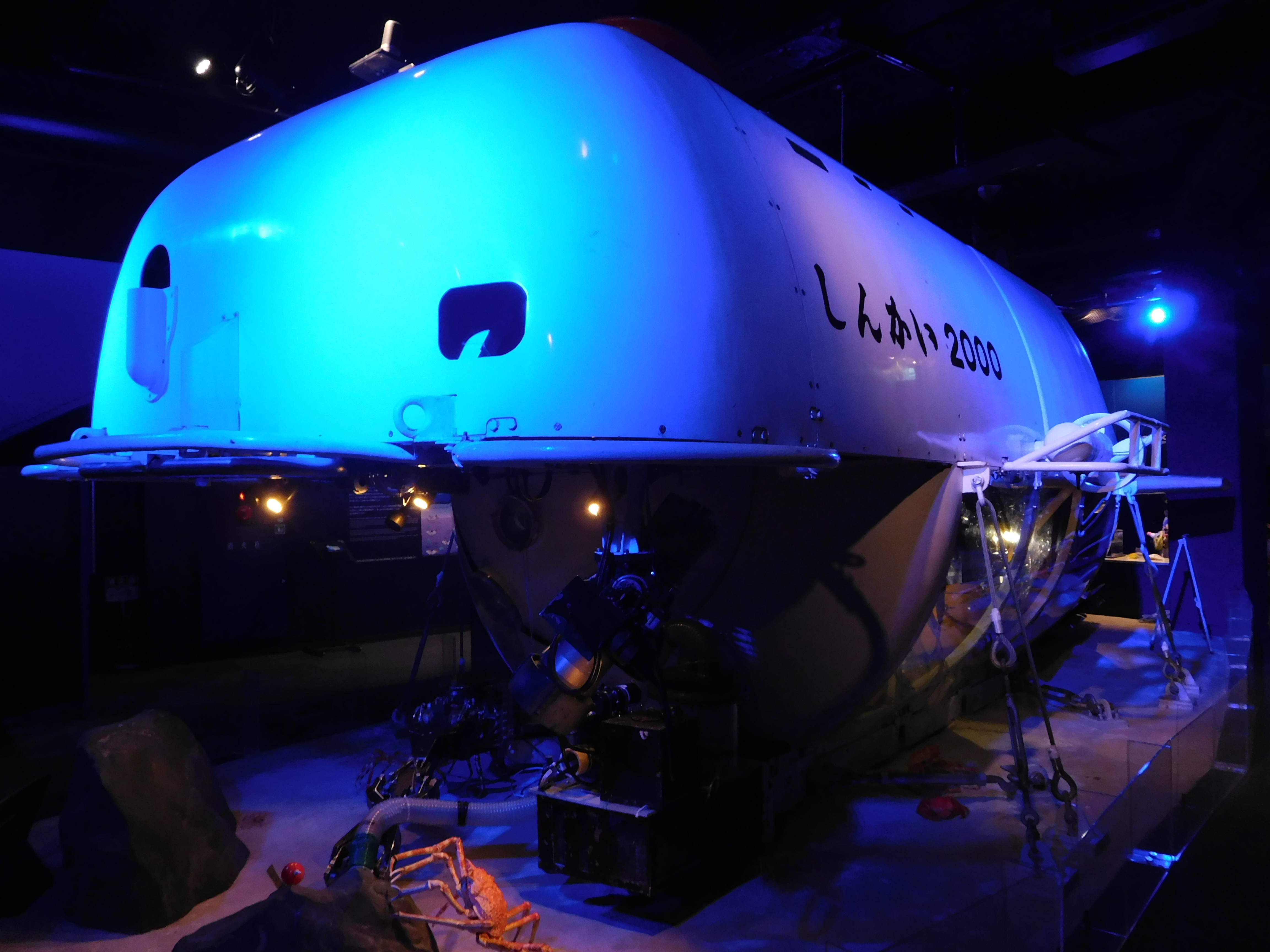
Shinkai 2000
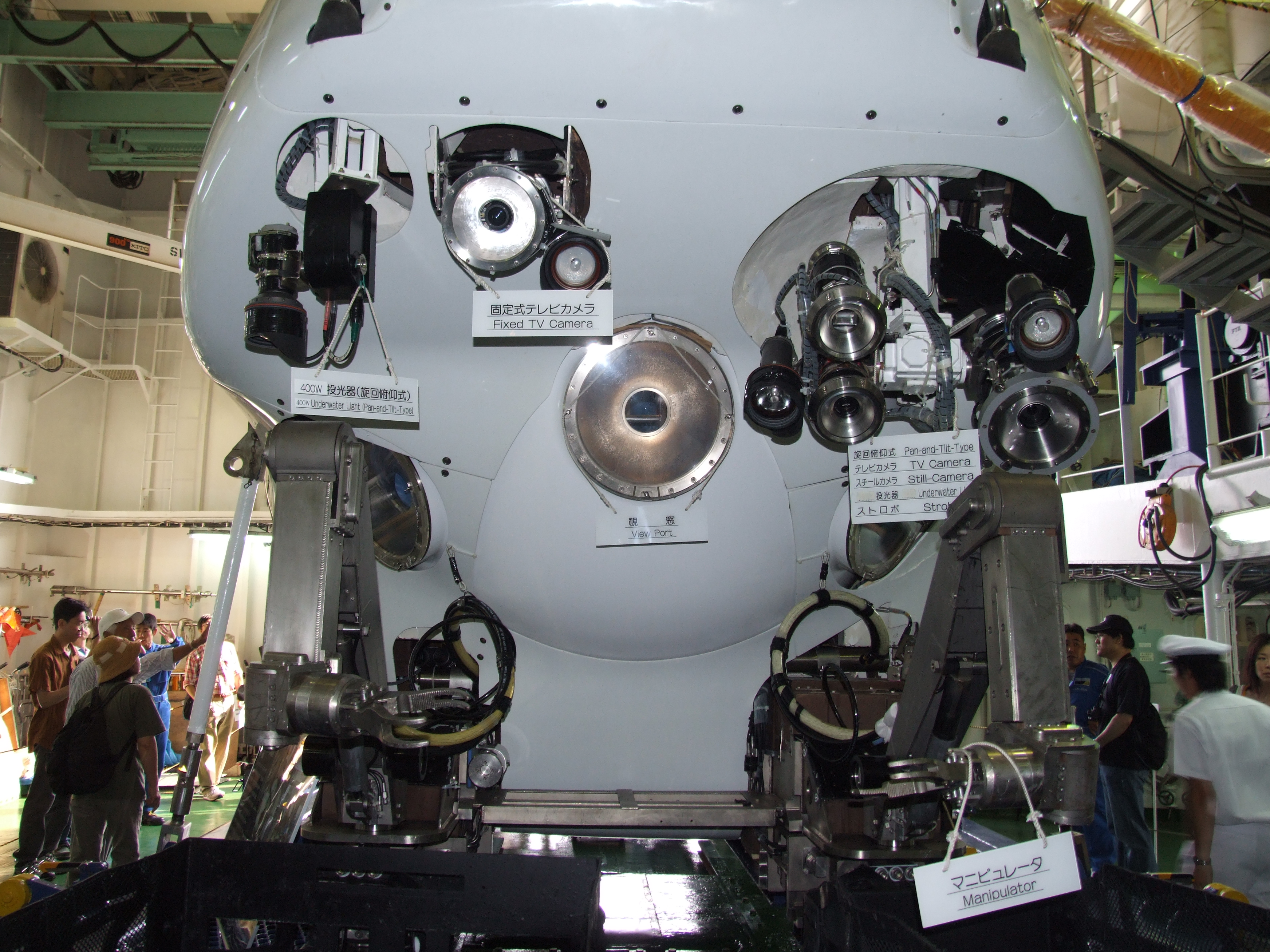
Shinkai 6500